# كاريس شوكي
كاريس شوكي (الاسم العلمي: Carissa spinarum) هي نوع نباتي يتبع جنس الكاريس من فصيلة الدفلية.